# 陳之華

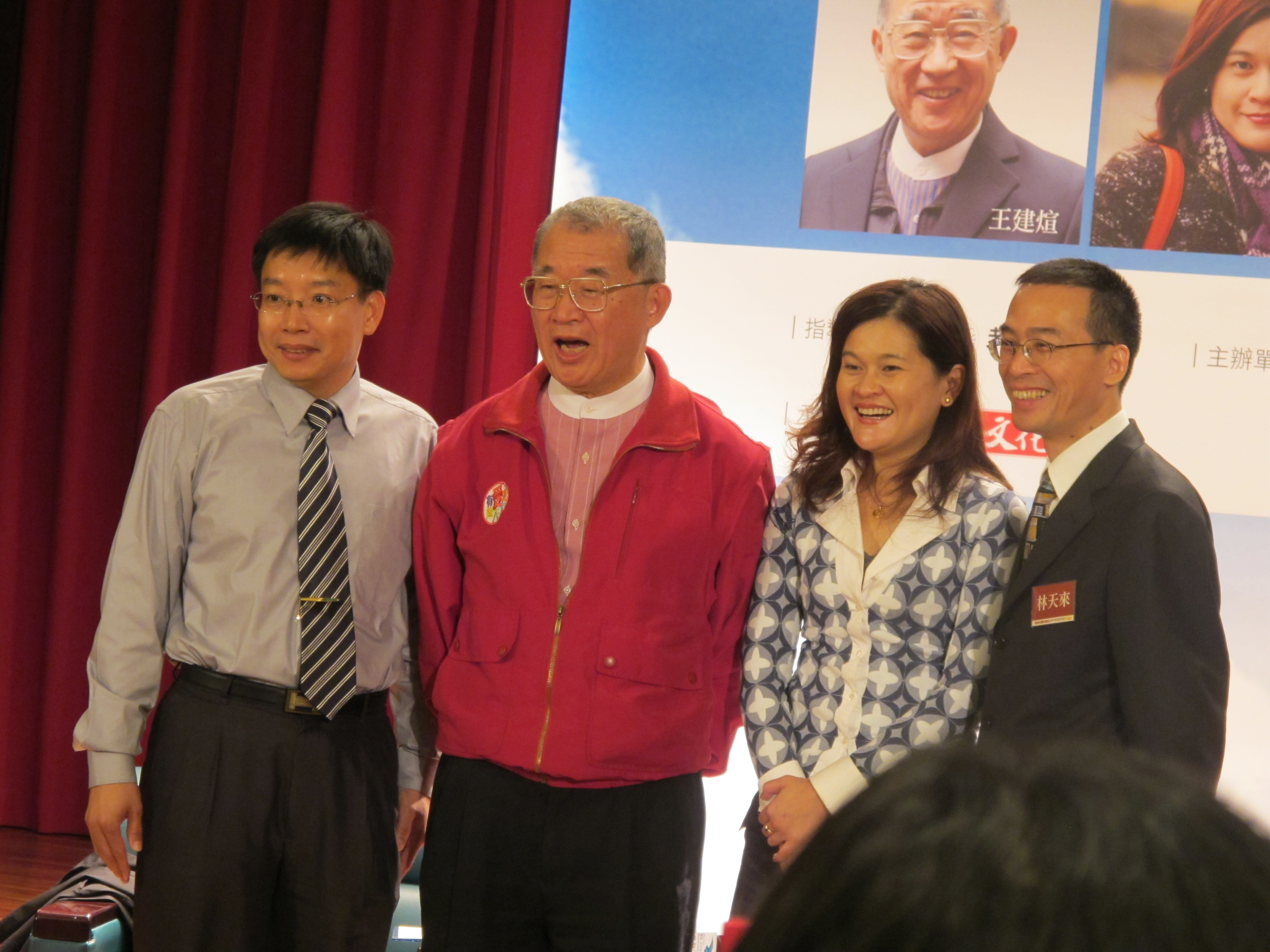
右二者為陳之華

陳之華（？—），台灣女性作家，英國曼徹斯特都會大學視覺傳播碩士。曾旅居英國、美國、奈及利亞、芬蘭、澳大利亞等國。作品主要探討芬蘭教育。

## 著作
- 《沒有資優班，珍視每個孩子的芬蘭教育》（木馬文化，2008）
- 《每個孩子都是第一名：芬蘭教育給台灣父母的45堂必修課》（天下文化，2009）
- 《成就每一個孩子：從芬蘭到台北，陳之華的教育觀察筆記》（親子天下，2010）
- 《美力芬蘭：從教育建立美感大國》（天下文化，2011）
- 《一起看見不同的世界：芬蘭、台灣、澳洲，陳之華與女兒的學習之旅》（天下文化，2013）
- 《預習世代，無懼未來的青春教養故事》（遠流出版，2018）

## 外部連結
- 陳之華的Facebook專頁
- 陳之華- 親子天下 （页面存档备份，存于）